# ألان ويلي (لاعب كرة قدم)
ألان ويلي (بالإنجليزية: Alan Willey)‏ هو لاعب كرة قدم بريطاني، ولد في 16 سبتمبر 1941 في إكزتر في المملكة المتحدة، وتوفي في أبريل 2017. لعب مع أكسفورد يونايتد ونادي ميلوول.